# Нааран
Нааран (ивр. נערן‎) (ранее известное как Ниран (ивр. נִירָן‎)) — израильское поселение (киббуц) на Западном берегу реки Иордан. Относится к региональному совету Арвот-ха-Ярден, входит в зону C Иорданской долины.

## История
Киббуц возник в 1971 году как военный аванпост, который должен был предотвращать инфильтрацию из Иордании и дополнительно служил дисциплинарной частью, а в 1977 был демилитаризован и стал гражданским населённым пунктом. Поселение названо в честь библейского города Нааран.

## Население
По данным Центрального статистического бюро Израиля, население на начало 2020 года составляло 101 человек.

## Экономика
Часть киббуцников работают на пластиковой фабрике, производящей упаковку для пищевых продуктов.

## Археологические находки
В Нааране, недалеко от киббуца, сохранились руины синагоги VI века. Античные мозаики и археологические находки привлекают внимание паломников. В мае 2012 древняя синагога подверглась вандализму — на ней были изображены свастики и палестинские флаги.